# Sean Kato
Sean Kato ist ein US-amerikanischer Biathlet.
Sean Kato hat an der Eastern Washington University studiert. Er lebt in Omak und arbeitet dort als Sportlehrer. Seit den 1990er Jahren betreibt er Biathlon und zudem Skilanglauf und Radsport. In der Saison 2008/09 wurde er 34. der Gesamtwertung des Biathlon-NorAm-Cups, in der Saison 2010/11 27. Bei den Nordamerikanischen Meisterschaften im Biathlon 2011 wurde Kato mit fünf Fehlern Sechster des Sprints, mit acht Fehlern Siebter der Verfolgung und Sechster des Massenstarts. 2009 und 2010 wurde er US-Meister in der Masters-Klasse (Senioren). Er ist Trainer und Vizepräsident des Methow Valley Biathlonteams.

## Belege
1. ↑  Sprintresultate (Memento des Originals vom 9. November 2013 im Internet Archive)  Info: Der Archivlink wurde automatisch eingesetzt und noch nicht geprüft. Bitte prüfe Original- und Archivlink gemäß Anleitung und entferne dann diesen Hinweis. (PDF-Datei; 162 kB), Verfolgungsrennen (Memento des Originals vom 13. Februar 2014 im Internet Archive)  Info: Der Archivlink wurde automatisch eingesetzt und noch nicht geprüft. Bitte prüfe Original- und Archivlink gemäß Anleitung und entferne dann diesen Hinweis. (PDF-Datei; 132 kB) und Resultate Massenstart (Memento des Originals vom 13. Februar 2014 im Internet Archive)  Info: Der Archivlink wurde automatisch eingesetzt und noch nicht geprüft. Bitte prüfe Original- und Archivlink gemäß Anleitung und entferne dann diesen Hinweis. (PDF-Datei; 133 kB)
2. ↑  Archivierte Kopie (Memento des Originals vom 7. Januar 2012 im Internet Archive)  Info: Der Archivlink wurde automatisch eingesetzt und noch nicht geprüft. Bitte prüfe Original- und Archivlink gemäß Anleitung und entferne dann diesen Hinweis.
3. ↑  Archivierte Kopie (Memento des Originals vom 1. Januar 2012 im Internet Archive)  Info: Der Archivlink wurde automatisch eingesetzt und noch nicht geprüft. Bitte prüfe Original- und Archivlink gemäß Anleitung und entferne dann diesen Hinweis.

| Personendaten    | Personendaten              |
| ---------------- | -------------------------- |
| NAME             | Kato, Sean                 |
| KURZBESCHREIBUNG | US-amerikanischer Biathlet |
| GEBURTSDATUM     | 20. Jahrhundert            |